# Chantel Malone
Chantel Ellen Malone (sinh ngày 2 tháng 12 năm 1991 tại Puerto Rico ) là một vận động viên đại diện cho Quần đảo Virgin thuộc Anh, người thi đấu trong các nội dung nhảy xa và chạy nước rút.
Malone học trường tiểu học Althea Scatiffe trước khi học trường trung học BVI, ngày nay là trường trung học Elmore Stoutt.
Ở trường đại học, cô là Nhà vô địch hội nghị cho các sự kiện điền kinh và điền kinh trong nhà và ngoài trời, được đặt tên là All-American tại Giải vô địch NCAA Division 1 và là người vào chung kết Giải vô địch thế giới Junior trong hai sự kiện, nhảy xa và 400. Cô đứng thứ tư tại Đại hội Thể thao Khối thịnh vượng chung, giành giải vàng tại Giải vô địch CAC và gần đây nhất là giành huy chương bạc tại Giải vô địch NACAC.
Vào tháng 8 năm 2015, Malone đã tham gia với Digicel với tư cách là đại sứ thương hiệu. Cô sẽ đóng vai trò là người phát ngôn cho thương hiệu, tập trung đặc biệt vào giới trẻ và thể thao trên khắp Quần đảo Virgin thuộc Anh và được góp mặt trong chiến dịch quảng cáo của Digicel, làm nổi bật mạng 4G đáng tin cậy nhất của lãnh thổ.

## Thành tích giải đấu
| Năm                                | Giải đấu                                                  | Địa điểm                           | Thứ hạng                           | Nội dung                           | Chú thích                          |
| Representing Quần đảo Virgin (Anh) | Representing Quần đảo Virgin (Anh)                        | Representing Quần đảo Virgin (Anh) | Representing Quần đảo Virgin (Anh) | Representing Quần đảo Virgin (Anh) | Representing Quần đảo Virgin (Anh) |
| ---------------------------------- | --------------------------------------------------------- | ---------------------------------- | ---------------------------------- | ---------------------------------- | ---------------------------------- |
| 2005                               | CARIFTA Games (U17)                                       | Bacolet, Trinidad và Tobago        | 10th (h)                           | 400 m                              | 58.67 s                            |
| 2005                               | CARIFTA Games (U17)                                       | Bacolet, Trinidad và Tobago        | 4th                                | High jump                          | 1.60 m                             |
| 2005                               | CARIFTA Games (U17)                                       | Bacolet, Trinidad và Tobago        | 3rd                                | Long jump                          | 5.25 m                             |
| 2005                               | CARIFTA Games (U17)                                       | Bacolet, Trinidad và Tobago        | 3rd                                | Triple jump                        | 11.09 m                            |
| 2005                               | Leeward Islands Junior Championships (U17)                | St. John's, Antigua and Barbuda    | 2nd                                | 400m                               | 59.64                              |
| 2005                               | Leeward Islands Junior Championships (U17)                | St. John's, Antigua and Barbuda    | 1st                                | High jump                          | 1.58 m                             |
| 2005                               | Leeward Islands Junior Championships (U17)                | St. John's, Antigua and Barbuda    | 1st                                | Long jump                          | 5.30 m                             |
| 2005                               | Leeward Islands Junior Championships (U17)                | St. John's, Antigua and Barbuda    | 1st                                | Triple jump (U20)                  | 11.23 m                            |
| 2006                               | CARIFTA Games (U17)                                       | Les Abymes, Guadeloupe             | 3rd                                | 400 m                              | 55.70 s                            |
| 2006                               | CARIFTA Games (U17)                                       | Les Abymes, Guadeloupe             | 4th                                | 4x400 m                            | 3:51.71                            |
| 2006                               | CARIFTA Games (U17)                                       | Les Abymes, Guadeloupe             | 2nd                                | Long jump                          | 5.62 m                             |
| 2006                               | CARIFTA Games (U17)                                       | Les Abymes, Guadeloupe             | 2nd                                | Triple jump                        | 11.58 m                            |
| 2006                               | Leeward Islands Junior Championships (U17)                | St. John's, Antigua and Barbuda    | 1st                                | 400m                               | 57.90                              |
| 2006                               | Leeward Islands Junior Championships (U17)                | St. John's, Antigua and Barbuda    | 1st                                | Long jump                          | 5.46 m                             |
| 2006                               | Central American and Caribbean Junior Championships (U17) | Port of Spain, Trinidad and Tobago | 5th                                | 400 m                              | 56.74 s                            |
| 2006                               | Central American and Caribbean Junior Championships (U17) | Port of Spain, Trinidad and Tobago | 4th                                | 4x100 m                            | 47.28 s                            |
| 2006                               | Central American and Caribbean Junior Championships (U17) | Port of Spain, Trinidad and Tobago | 4th                                | 4x400 m                            | 3:49.68                            |
| 2006                               | Central American and Caribbean Junior Championships (U17) | Port of Spain, Trinidad and Tobago | 2nd                                | Long jump                          | 5.34 m                             |
| 2006                               | Central American and Caribbean Junior Championships (U17) | Port of Spain, Trinidad and Tobago | 4th                                | Triple jump                        | 11.19 m                            |
| 2007                               | CARIFTA Games (U17)                                       | Providenciales, Turks and Caicos   | 4th                                | 4x100 m                            | 46.69 s                            |
| 2007                               | CARIFTA Games (U17)                                       | Providenciales, Turks and Caicos   | 2nd                                | Long jump                          | 5.54 m                             |
| 2007                               | CARIFTA Games (U17)                                       | Providenciales, Turks and Caicos   | 1st                                | Triple jump                        | 12.29 m                            |
| 2007                               | World Youth Championships                                 | Ostrava, Czech Republic            | 15th (h)                           | 4x400 m                            | 2:14.88                            |
| 2007                               | World Youth Championships                                 | Ostrava, Czech Republic            | 17th (q)                           | Triple jump                        | 12.02 m                            |
| 2008                               | Leeward Islands Junior Championships (U20)                | Road Town, British Virgin Islands  | 1st                                | 400m                               | 54.58                              |
| 2008                               | Leeward Islands Junior Championships (U20)                | Road Town, British Virgin Islands  | 1st                                | High jump                          | 1.65 m                             |
| 2008                               | Leeward Islands Junior Championships (U20)                | Road Town, British Virgin Islands  | 1st                                | Long jump                          | 6.09m (+1.8 m/s)                   |
| 2008                               | Leeward Islands Junior Championships (U20)                | Road Town, British Virgin Islands  | 1st                                | Triple jump                        | 12.45 m                            |
| 2008                               | World Junior Championships                                | Bydgoszcz, Poland                  | 19th (sf)                          | 400 m                              | 54.98 s                            |
| 2009                               | Central American and Caribbean Championships              | Havana, Cuba                       | 5th                                | 4x400 m                            | 3:37.62                            |
| 2009                               | Central American and Caribbean Championships              | Havana, Cuba                       | 10th                               | Long jump                          | 5.85 m                             |
| 2010                               | Central American and Caribbean Junior Championships (U20) | Santo Domingo, Dom. Rep.           | 1st                                | 400 m                              | 53.10 s                            |
| 2010                               | Central American and Caribbean Junior Championships (U20) | Santo Domingo, Dom. Rep.           | –                                  | 4x100 m                            | DNF                                |
| 2010                               | Central American and Caribbean Junior Championships (U20) | Santo Domingo, Dom. Rep.           | 2nd                                | Long jump                          | 6.10 m                             |
| 2010                               | World Junior Championships                                | Moncton, New Brunswick, Canada     | 8th                                | 400m                               | 53.91                              |
| 2010                               | World Junior Championships                                | Moncton, New Brunswick, Canada     | 4th                                | Long jump                          | 6.17 m (+0.1 m/s)                  |
| 2011                               | Central American and Caribbean Championships              | Mayagüez, Puerto Rico              | 4th                                | Long jump                          | 6.23 m                             |
| 2011                               | World Championships                                       | Daegu, South Korea                 | 30th (q)                           | Long jump                          | 6.12 m                             |
| 2013                               | Central American and Caribbean Championships              | Morelia, Mexico                    | –                                  | 4x100 m                            | DNF                                |
| 2013                               | Central American and Caribbean Championships              | Morelia, Mexico                    | 4th                                | Long jump                          | 6.35 m                             |
| 2013                               | World Championships                                       | Moscow, Russia                     | 21st (q)                           | Long jump                          | 6.40 m                             |
| 2014                               | IAAF World Relays                                         | Nassau, Bahamas                    | 15th                               | 4x100 m                            | 45.06 s                            |
| 2014                               | Commonwealth Games                                        | Glasgow, United Kingdom            | 4th                                | Long jump                          | 6.41 m                             |
| 2014                               | Central American and Caribbean Games                      | Veracruz, Mexico                   | 1st                                | Long jump                          | 6.46 m                             |
| 2015                               | Pan American Games                                        | Toronto, Canada                    | 5th                                | Long jump                          | 6.62 m                             |
| 2015                               | NACAC Championships                                       | San José, Costa Rica               | 2nd                                | Long jump                          | 6.69 m                             |
| 2015                               | World Championships                                       | Beijing, China                     | 21st (q)                           | Long jump                          | 6.46 m                             |
| 2017                               | World Championships                                       | London, United Kingdom             | 7th                                | Long jump                          | 6.57 m                             |
| 2018                               | Commonwealth Games                                        | Gold Coast, Australia              | 5th                                | Long jump                          | 6.48 m                             |
| 2018                               | Central American and Caribbean Games                      | Barranquilla, Colombia             | 2nd                                | Long jump                          | 6.52 m                             |
| 2018                               | NACAC Championships                                       | Toronto, Canada                    | 5th                                | Long jump                          | 6.19 m                             |

## Tốt nhất cá nhân
Ngoài trời
- 200 mét - 23,37 (+0,1   m / s) (Houston 2011)
- 400 mét - 52,35 (Austin 2010) NR
- Nhảy cao - 1,65 (Tortola 2008) NR =
- Nhảy xa - 6,69 (San Jose 2015) NR
- Nhảy xa ba bước - 13,27 (+1,6 (Des Moines 2011) NR

Trong nhà
- Khu bảo tồn 400 mét - 53,23 (Albuquerque 2011)
- Nhảy xa - 6,65 (Fayetteville 2011) NR
- Nhảy xa ba bước - 13,45 (College Station 2011) NR